# Keiko Atori
Keiko Atori (jap. あとり 硅子, Atori Keiko; * 20. September 1969; † 6. Juli 2004) war eine japanische Manga-Zeichnerin und Illustratorin.
Ihre erste Veröffentlichung als professionelle Zeichnerin erschien 1993 mit Nemure nai yoru (眠れない夜, dt. „Die schlaflose Nacht“) im Manga-Magazin Wings. Fortan arbeitete sie für den Shinshokan-Verlag, der dieses Magazin herausbringt. Atori brachte regelmäßig Shōjo- und Boys-Love-Manga in den Magazinen Wings und Dear+ heraus. Einige davon wurden auch in Buchform herausgegeben; insgesamt sind acht Sammelbände mit Atoris Comics erschienen, später folgten Neuauflagen in anderen Formaten. Ihr längstes Werk ist Yotsuya Shibuyairiya Zōshigaya!!, das zwei Bänden mit insgesamt etwa 300 Seiten und 38 Kapitel umfasst.
Außerdem steuerte sie Illustrationen zu zahlreichen Romanen bei.
Nach ihrem überraschenden Tod im Juli 2004 erschien im September desselben Jahres unter dem Titel Atori Keiko Illust-shū (あとり硅子イラスト集) bei Shinshokan ein Artbook mit Farbillustrationen der Zeichnerin.

## Werke (Auswahl)
- Natsu machi (夏待ち), 1995
- Yotsuya Shibuya Iriya Zōshigaya!! (四ツ谷渋谷入谷雑司ケ谷!!), 1995–2004
- Doppelgänger (ドッペルゲンガー, dopperugengā), 1996
- Hikari no Niwa (光の庭), 1997
- Korera subete futashikana mono (これらすべて不確かなもの), 1998
- Kuro otoko (黒男), 2001
- Barairo Sumireiro (ばらいろ すみれいろ), 2004